# Malagueta, Perus e Bacanaço
Malagueta, Perus e Bacanaço é o primeiro e mais estudado livro do escritor paulistano João Antônio. Foi publicado em 1963 atingindo imediatamente sucesso de público e crítica. Recebeu inúmeros prêmios, entre eles o Prêmio Jabuti, nas categoras "Revelação" e "Melhor livro de contos", e o Prêmio Fabio Prado.
Trata-se de um conto longo, dividido em seis partes que recebem os nomes dos locais por onde passam os personagens: Lapa, Água Branca, Barra Funda, Cidade, Pinheiros e, por último, e de novo, Lapa. A narrativa transcorre em uma única noite, num bar, no velho salão de sinuca onde se encontram os três parceiros.
Malagueta, Perus e Bacanaço virou longa-metragem (1977): O jogo da vida, adaptação de Maurice Capovilla.

## Contos no Livro
Contos Gerais
1. Busca
2. Afinação na arte de chutar tampinhas
3. Fujie

Caserna
1. Retalhos de fome numa noite de G.C.
2. Natal na cafua

Sinuca
1. Frio
2. Visita
3. Meninão do caixote
4. Malagueta, Perus e Bacanaço